# Partido de General Viamonte
Partido de General Viamonte är en kommun i Argentina.   Den ligger i provinsen Buenos Aires, i den centrala delen av landet, 240 km väster om huvudstaden Buenos Aires. Antalet invånare är 17 641.
Trakten runt Partido de General Viamonte består till största delen av jordbruksmark. Runt Partido de General Viamonte är det glesbefolkat, med 8 invånare per kvadratkilometer.